# Донец, Григорий Прокофьевич
Григорий Прокофьевич Донец (укр. Григо́рій Проко́пович Донець 30 ноября [13 декабря] 1913, Куриловка, Киевская губерния — 27 апреля 1985, Киев) — украинский советский поэт, литературный критик, переводчик. Член Союза писателей УССР с 1958 года.

## Биография
Родился 30 ноября (17 ноября по старому стилю) 1913 года в селе Куриловка (ныне Каневский район, Черкасская область, Украина). Учился в Куриловской четырёхлетней школе, окончил семилетку в Каневе, учился в Бобрицком сельскохозяйственном техникуме.
В 1934 году окончил Черкасский педагогический институт. Учительствовал в сёлах Куриловке, Мельники Каневского района, преподавал украинский язык и литературу на границе над Збручем в Фридриховской средней школе Волочисского района.
Участник Великой Отечественной войны. Награждён боевыми правительственными наградами. Член ВКП(б) с 1943 года. С 1946 года – на партийной и советской работе в Каневе и Киеве. В 1953—1954 годах работал помощником 1-го заместителя председателя Совета министров Украинской ССР Александра Корнейчука.
С 1953 года жил в Киеве в доме № 14 по улице Красноармейской (ныне Большая Васильковская), квартира 26. С 1962 года занимал должность учёного секретаря сначала Правительственного комитета, в дальнейшем — Комитета по Государственным премиям Украинской ССР имени Т. Шевченко.
Умер в Киеве 27 апреля 1985 года. Похоронен на Байковом кладбище.

## Творчество
Начал печататься с 1928 года. Значительное место в творчестве поэта занимала историческая тематика. Автор сборника гражданской лирики («З братами вірними» (1955); «Серце Прометея» (1964); «Земля Боянова» (1968); «Стяг» (1980); «Київська книга» (1982) и др.), сборника детских стихов («Ходить серпень лугами» (1959); «Літо в Розливі» (1970); «Сонце над нами» (1982) и др.). Все указанные книги изданы в Киеве.
Являлся составителем многих литературных изданий. Переводил с русского на украинский язык произведения В. Брюсова, А. Суркова, Ольги Форш и других писателей.

## Награды
Награждён орденом Красной Звезды, орденом Отечественной войны 2-й степени (6 апреля 1985 года), другими орденами и медалями.